# Mindre dallerspindel
Mindre dallerspindel (Psilochorus simoni) är en spindelart som först beskrevs av Lucien Berland 1911.  Mindre dallerspindel ingår i släktet Psilochorus och familjen dallerspindlar. Arten är reproducerande i Sverige. Inga underarter finns listade i Catalogue of Life.